# Zeit der trunkenen Pferde
Zeit der trunkenen Pferde (persisch زمانی برای مستی اسب‌ها, DMG Zamān-ī barāye mastī-ye asbhā) ist der Titel eines kurdischen Filmes von 2000. Geschildert werden Episoden aus dem Leben mehrerer Geschwister in der iranisch-irakischen Grenzregion.

## Handlung
Der zwölfjährige Ayoub wird nach dem Tod seines Vaters Oberhaupt seiner aus mehreren Schwestern und dem behinderten Madi bestehenden Familie. Damit muss er den Lebensunterhalt der Familie, inklusive Geld für die Operation Madis, verdienen. Nachdem Ayoub, trotz der Übernahme kräftezehrender und gefährlicher Arbeit, wie dem Reifenschmuggel entlang der irakisch-iranischen Grenze, nicht in der Lage ist die benötigte Summe aufzubringen, arrangiert sein Onkel eine Verheiratung einer der Schwestern, um mit der hiermit eingeworbenen Mitgift die Operation Madis zu finanzieren.

## Beschreibung
Das Leben der in dieser Region lebenden Kurden ist von politischen Unruhen, rauen Wetterbedingungen und großer Armut geprägt. Zwar gibt es Felder, diese sind jedoch vermint und können nicht bearbeitet werden. Der Schmuggel der so genannten Kolbar bietet die einzige Arbeitsmöglichkeit.
Der Film wirkt streckenweise halb-dokumentarisch. Dem nicht kundigen Zuschauer wird nichts erklärt, er wird direkt mit den fremden Lebensbedingungen konfrontiert.

## Auszeichnungen
Der Film erhielt zahlreiche Preise, darunter den Hauptpreis des Buster International Children's Film Festival. Daneben zeichnete man ihn mit aus bei den Filmfestivals von Cannes, Chicago, Gijón, Santa Fe, Sarajewo, São Paulo und Tromsø, ferner bei den Independent Spirit Awards.